# The 100 (3.ª temporada)
A terceira temporada de The 100 foi anunciada pela The CW em 11 de janeiro de 2015. Jason Rothenberg continua como showrunner e produtor executivo. A terceira temporada estreou em 21 de janeiro de 2016.

## Elenco e personagens

### Principal
- Eliza Taylor como Clarke Griffin (1–16)
- Paige Turco como Abigail "Abby" Griffin (1–16)
- Bob Morley como Bellamy Blake (1–16)
- Marie Avgeropoulos como Octavia Blake (1–16)
- Devon Bostick como Jasper Jordan (1–16)
- Christopher Larkin como Monty Green (1–16)
- Lindsey Morgan como Raven Reyes (1–16)
- Ricky Whittle como Lincoln (1–9; 12)
- Richard Harmon como John Murphy (1–16)
- Isaiah Washington como Thelonious Jaha (1–16)
- Henry Ian Cusick como Marcus Kane (1–16)

### Recorrente

#### Arkadia
- Michael Beach como Charles Pike
- Jarod Joseph como Nathan Miller
- Chelsey Reist como Harper McIntyre
- Sachin Sahel como Eric Jackson
- Jojo Ahenkorah como Costa
- Alessandro Juliani como Jacapo Sinclair
- Katie Stuart como Zoe Monroe
- Chris Shields como David Miller
- Donna Yamamoto como Hannah Green
- Jonathan Whitesell como Bryan
- Leah Gibson como Gina Martin
- Shawn Mendes como Macallan
- Shaine Jones como Shawn Gillmer

#### Terrestres
- Alycia Debnam-Carey como Lexa
- Adina Porter como Indra
- Luisa D'Oliveira como Emori
- Ty Olsson como Nyko
- Neil Sandilands como Titus
- Mik Byskov como Otan
- Brenda Strong como Nia
- Zach McGowan como Roan
- Nadia Hilker como Luna
- Jessica Harmon como Niylah
- Rhiannon Fish como Ontari
- Cory Gruter-Andrew como Aden
- John DeSantis como Gideon
- Tasya Teles como Echo

#### Mount Weather
- Toby Levins como Carl Emerson

#### Outros
- Erica Cerra como A.L.I.E. / Becca Franco
- James Neate como Chris
- Roger Cross como Cole McAdams
- Yasmine Aker como Peri Gordon

## Produção
A emissora The CW confirmou a terceira temporada de The 100 em 11 de janeiro de 2015. Jason Rothenberg continuou como showrunner e produtor executivo, e alguns atores foram inicialmente confirmados para o elenco recorrente, dentre eles estão a atriz Erica Cerra que interpretou A.L.I.E. e Becca, e o ator Michael Beach que interpretou Charles Pike. Richard Harmon que interpretou John Murphy como um personagem recorrente nas duas primeiras temporadas, foi promovido para o elenco principal na terceira temporada.
A terceira temporada estreou em 21 de janeiro de 2016.

## Episódios
| N.º na série | N.º na temp. | Título                                                                     | Dirigido por   | Escrito por                                | Exibição original       | Audiência (milhões) |
| --- | ------------ | -------------------------------------------------------------------------- | -------------- | ------------------------------------------ | ----------------------- | ------------------- |
| 30 | 1            | "Wanheda: Part One" "(Wanheda: Parte Um)"                                  | Dean White     | Jason Rothenberg                           | 21 de janeiro de 2016   | 1,88                |
| Três meses se passaram desde a tragédia em Mount Weather e nossos heróis descobriram que foi estipulada uma recompensa pela cabeça de Clarke. Sem o consentimento de Clarke, uma equipe liderada por Bellamy e Kane se aventuram por territórios que pertencem a Terra-Firmes para salvá-la. Enquanto isso, Murphy encontra seu caminho para a mansão e se depara com Jaha muito diferente em uma missão muito diferente. |              |                                                                            |                |                                            |                         |                     |
| 31 | 2            | "Wanheda: Part Two" "(Wanheda: Parte Dois)"                                | Mairzee Almas  | Aaron Ginsburg & Wade McIntyre             | 28 de janeiro de 2016   | 1,63                |
| Bellamy e Kane arriscam suas vidas e se põe no limbo para resgatar Clarke. Em uma tentativa de evitar se preocupar com a sua filha, Abby se foca na questão de abrir Mount Weather como uma clínica. Enquanto isso, Murphy planeja trair seu antigo Chanceler. |              |                                                                            |                |                                            |                         |                     |
| 32 | 3            | "Ye Who Enter Here" "(Vós Que Entrais Aqui)"                               | Antonio Negret | Kim Shumway                                | 4 de fevereiro de 2016  | 1,57                |
| Clarke luta com uma decisão. Bellamy descobre que algo não é o que parece. |              |                                                                            |                |                                            |                         |                     |
| 33 | 4            | "Watch the Thrones" "(Cuidado Com os Tronos)"                              | Ed Fraiman     | Dorothy Fortenberry                        | 11 de fevereiro de 2016 | 1,32                |
| Clarke descobre o cérebro por trás de um plano diabólico. Kane se esforça para manter a paz. Enquanto isso, a dor de Jasper o leva a um comportamento imprudente. |              |                                                                            |                |                                            |                         |                     |
| 34 | 5            | "Hakeldama" "(Hakeldama)"                                                  | Tim Scanlan    | Charlie Craig                              | 18 de fevereiro de 2016 | 1,36                |
| A esperança de Clarke para a paz são frustradas por uma nova ameaça. Raven torna-se um alvo. Enquanto isso, Murphy está executando um esquema perigoso. |              |                                                                            |                |                                            |                         |                     |
| 35 | 6            | "Bitter Harvest" "(Colheita Amarga)"                                       | Dean White     | Kira Snyder                                | 25 de fevereiro de 2016 | 1,41                |
| Clarke está dividida entre vingança e misericórdia. Enquanto isso, Kane e Octavia trabalham em conjunto para evitar um desastre, e Abby continua se preocupando com Raven. |              |                                                                            |                |                                            |                         |                     |
| 36 | 7            | "Thirteen" "(Treze)"                                                       | Dean White     | Javier Grillo-Marxuach                     | 3 de março de 2016      | 1,39                |
| Lexa tenta manter a paz e a ordem dentro dos clãs, e Clarke descobre uma verdade estranha e revolucionária. Enquanto isso, um flashback nos leva para o capítulo mais sombrio do passado da humanidade. |              |                                                                            |                |                                            |                         |                     |
| 37 | 8            | "Terms and Conditions" "(Termos e Condições)"                              | John Showalter | Charlie Craig                              | 10 de março de 2016     | 1,20                |
| Kane está procurando uma maneira pacífica para lidar com as coisas, mas logo percebe que ele pode ser forçado a recorrer a medidas drásticas. Enquanto isso, Pike suspeita que possa ter um vazamento de dentro dos muros da Arkadia. Por fim, Raven tem um plano e procura Jasper para ter ajuda. |              |                                                                            |                |                                            |                         |                     |
| 38 | 9            | "Stealing Fire" "(Roubando Fogo)"                                          | Uta Briesewitz | Heidi Cole McAdams                         | 31 de março de 2016     | 1,23                |
| Clarke descobre uma verdade chocante, e Octavia é forçada a tomar uma decisão que pode ter consequências devastadoras. Enquanto isso, Kane e Abby compartilham um momento. |              |                                                                            |                |                                            |                         |                     |
| 39 | 10           | "Fallen" "(Caídos)"                                                        | Matt Barber    | Charmaine DeGrate & Javier Grillo-Marxuach | 7 de abril de 2016      | 1,13                |
| Jaha usa um novo método aterrorizante para convencer Abby a se juntar a sua causa, Kane está em uma missão, e Bellamy é atingido com uma dura verdade. Enquanto isso, Monty se encontra em uma situação precária, e Jasper corre para salvar um dos seus. |              |                                                                            |                |                                            |                         |                     |
| 40 | 11           | "Nevermore" "(Nunca Mais)"                                                 | Ed Fraiman     | Kim Shumway                                | 14 de abril de 2016     | 1,08                |
| ALIE obriga o lado negro de Raven a se revelar, e a raiva de Jasper continua a crescer. Enquanto isso, Octavia luta sobre seu lugar no mundo, e Monty é forçado a tomar uma decisão dividida. |              |                                                                            |                |                                            |                         |                     |
| 41 | 12           | "Demons" "(Demônios)"                                                      | P. J. Pesce    | Justine Juel Gillmer                       | 21 de abril de 2016     | 1,15                |
| Jaha retorna para Polis, e Murphy tem um encontro surpresa. Enquanto isso, Octavia descobre uma pista. |              |                                                                            |                |                                            |                         |                     |
| 42 | 13           | "Join or Die" "(Junte-se ou Morra)"                                        | Dean White     | Julie Benson & Shawna Benson               | 28 de abril de 2016     | 1,27                |
| Clarke está em uma missão que poderia mudar tudo. Enquanto isso, Murphy ganha conhecimentos que podem ser úteis para garantir a sua sobrevivência. Por último, Kane chega a um ponto de ruptura. |              |                                                                            |                |                                            |                         |                     |
| 43 | 14           | "Red Sky at Morning" "(Céu Vermelho na Manhã)"                             | P. J. Pesce    | Lauren Muir & Kira Snyder                  | 5 de maio de 2016       | 1,13                |
| Clarke, Bellamy, Octavia e Jasper são atingidos por um trágico obstáculo. Enquanto isso, Raven e Monty fazem uma descoberta importante. |              |                                                                            |                |                                            |                         |                     |
| 44 | 15           | "Perverse Instantiation – Part One" "(Instanciação Perversa – Parte Um)"   | Ed Fraiman     | Aaron Ginsburg & Wade McIntyre             | 12 de maio de 2016      | 1,17                |
| Clarke encontra esperança no lugar mais improvável. Enquanto isso, o plano mestre de ALIE vem dando certo. |              |                                                                            |                |                                            |                         |                     |
| 45 | 16           | "Perverse Instantiation – Part Two" "(Instanciação Perversa – Parte Dois)" | Dean White     | Jason Rothenberg                           | 19 de maio de 2016      | 1,29                |
| Na conclusão épica e alucinante, nossos heróis começam a enfrentar a realidade de sua situação trágica. Todos se preparam para um confronto final. |              |                                                                            |                |                                            |                         |                     |